# آنتاگونیست NMDA

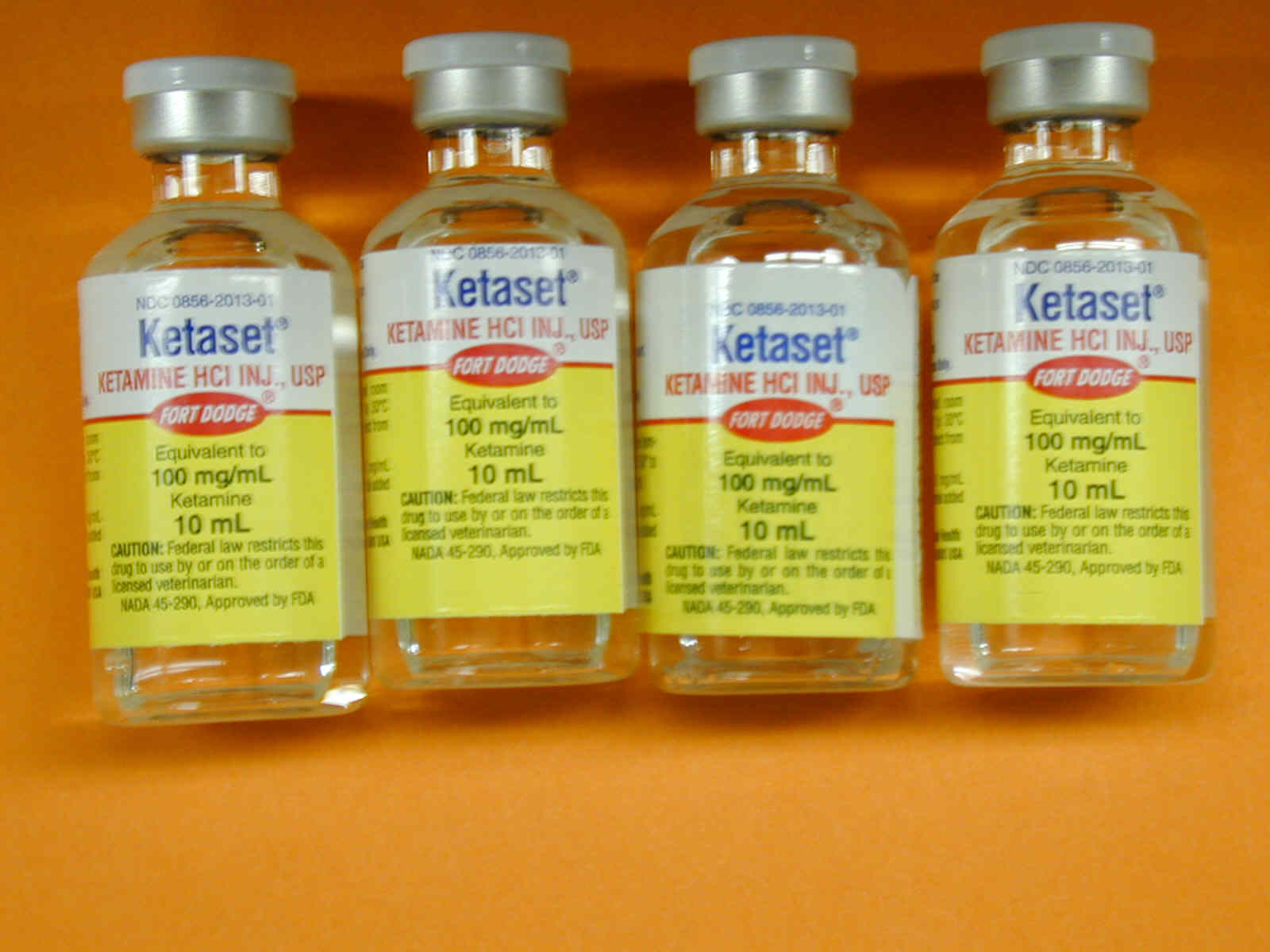
کتامین یکی از رایج‌ترین آنتاگونیست‌های NMDA

آنتاگونیستِ گیرنده NMDA (متیل آسپارتات)
گروهی از داروها هستند که در پزشکی و جراحی‌ها برای تسکین درد و القای حس بی‌هوشی مورد استفاده قرار می‌گیرند.
بیشترین کاربرد آنها استفاده به عنوان بیهوش‌کننده برای انسان‌ها و همچنین حیوانات است.
همچنین این داروها می‌توانند دارای اثرات توهم‌زا باشند برای همین مورد استفاده تفننی نیز قرار می‌گیرند.
این داروها اثر خود را با عملکرد آنتاگونیستی روی گیرنده‌های N-متیل D-آسپارتات (NMDA) نشان می‌دهند.
از این داروها با عنوان منفک کننده‌های بی‌هوش‌کننده یاد می‌شود.
اپیوئیدهای سنتتیک متعددی نیز همانند ترامادول، متادون، پتیدین و دکستروپروپوکسی‌فن عملکرد منفک‌کننده دارند و گیرنده‌های NMDA را مسدود می‌کنند.
از شاخص‌ترین داروهای که مورد مصرف تفننی قرار می‌گیرند می‌توان به کتامین، فن سیکلیدین، گاز خنده اشاره کرد
تمام آن‌ها در گذشته یا حال برای القای حس بی‌هوشی مورد استفاده قرار گرفته‌اند ولی برخی همانند فن سیکلیدین به دلیل عوارضی که روی روان دارند دیگر کاربرد چندانی در جراحی ندارند.

## تأثیرات و کاربرد
از آنتاگونیست‌های NMDA برای القای حس بی‌هوشی و اثر تسکین دهنده آن‌ها در جراحی‌ها استفاده می‌شوند.
هرچند بعضی از این داروها مانند فن سیکلیدین بخاطر اثرات روانی شدیدی که دارند امروزه دیگر کاربرد آن‌چنانی ندارند.

## مکانیسم اثر

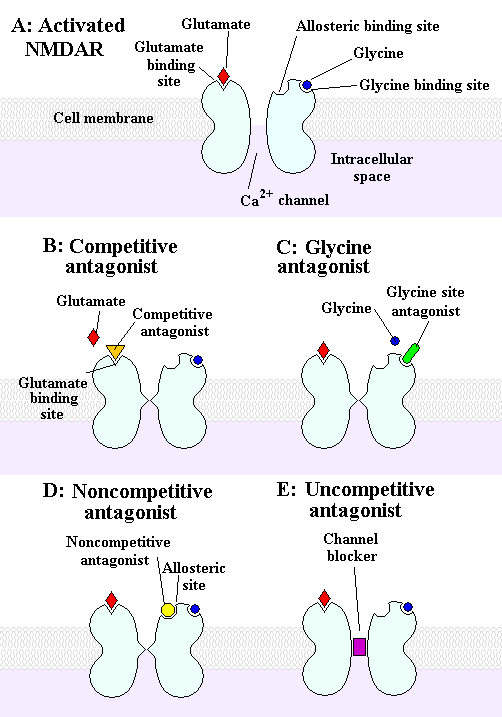
آنتاگونیست NMDA

گیرنده‌های NMDA نوعی کانال یونی دریچه-لیگاندی هستند که اجازه عبور پیام‌های عصبی بین نورون‌ها در مغز و نخاع را می‌دهند.
برای عبور پیام‌های عصبی دریچه‌های این کانال‌ها باید باز باشد و این کار به وسیله اتصال گلایسین و گلوتامات به گیرنده‌ها اتفاق می‌افتد.
هنگامی که گلایسین و گلوتامات به این گیرنده‌ها متصل اند گفته می‌شود کانال یونی در حالت فعال قرار دارد.
ترکیبات شیمیایی که گیرنده‌های NMDA را اشغال و کانال‌ها را غیرفعال می‌کنند آنتاگونیست NMDA نامیده می‌شوند.
این عملکرد باعث عدم عبور سیگنال‌های عصبی بین نورون‌ها می‌شوند و ادراک کاهش می‌یابند.